# Jolanda de Rover

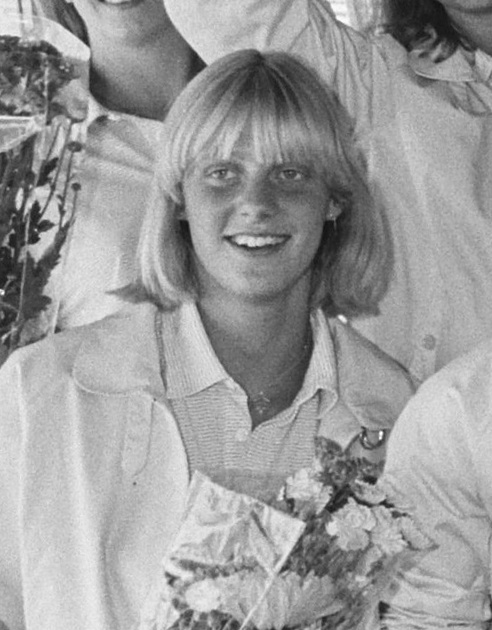
Jolanda de Rover in 1981

Jolanda de Rover (Amstelveen, 10 oktober 1963) won bij de Olympische Spelen van 1984 in Los Angeles de gouden medaille op de 200 meter rugslag, en geldt als een van Nederlands beste zwemsters ooit op de rugcrawl.
De Rover zwom in haar carrière voor DJK en De Dolfijn, en viel op door haar ranke en slanke verschijning. Haar fysieke kenmerken maakten haar uitermate geschikt voor de rugslag. Nauwgezet hield De Rover, in LA tevens winnares van het brons op de 100 meter rugslag (1.02,91), haar tijden bij in een schrift.
Haar gouden medaille in Los Angeles wordt vaak toegeschreven aan de afwezigheid van de toentertijd oppermachtige zwemsters uit de DDR, die ontbraken in de Verenigde Staten wegens een boycot van het Oostblok. Maar uit vergelijkingen blijkt haar tijd (2.12,38) sneller te zijn dan die van de op dat moment favoriet geachte zwemsters uit de DDR. Dat maakt haar volgens de insiders tot de terechte kampioene.
De Rover won in de periode 1980-1987 in totaal twaalf Nederlandse titels op de langebaan (50 meter). Haar erelijst vermeldt verder twee zilveren en drie bronzen medailles, behaald bij de Europese kampioenschappen langebaan in 1981, 1983 en 1985, en bij de wereldkampioenschappen langebaan in 1986.
Bij het derde en laatste olympische optreden, in 1988 in Zuid-Korea, eindigde De Rover als zevende op de 200 meter rugslag (2.15,17). Nadien nam ze afscheid van de wedstrijdsport en trad ze in dienst als manager van een zwembad in Amstelveen.
De Rover is de moeder van zwemster  Kira Toussaint.